# Thomas ap Rees
Thomas ap Rees (19 octobre 1930 - 3 octobre 1996) est un botaniste britannique. Il est professeur de botanique au Département des sciences végétales de l'Université de Cambridge entre 1991 et 1996  lorsqu'il est tué dans un accident de la route alors qu'il rentrait chez lui à vélo.

## Jeunesse
Il est né à Frome, Somerset et fréquente le Llandovery College, Dyfed et sert deux ans dans le Royal Corps of Signals avant d'étudier la botanique au Lincoln College, Oxford, obtenant un doctorat en philosophie en 1957 pour des recherches supervisées par Jack Harley.

## Recherche et carrière
Il vit à Sydney, en Australie, pendant plusieurs années en tant que maître de conférences en botanique à l'Université de Sydney et en 1961, il est nommé agent de recherche principal de l'Organisation de recherche scientifique et industrielle du Commonwealth. Il retourne en Grande-Bretagne en 1964 après avoir été nommé maître de conférences à l'Université de Cambridge .
La contribution d'Ap Rees à la biochimie végétale est substantielle. Il publie plus de 100 articles de recherche et plus de 20 critiques au cours de sa carrière . Son principal domaine de recherche est la régulation et le contrôle du métabolisme des plantes. Il soutient que le saccharose joue un rôle central dans le métabolisme des plantes. Une grande partie de ses recherches porte sur des espèces non cultivées, car il croit qu'il pourrait y avoir des caractéristiques métaboliques présentes dans celles-ci qui pourraient être reproduites dans des plantes cultivées .